# 李氏 (赵元份妻)
李氏（?—?），北宋宋太宗第四子赵元份的王妃，宋英宗的祖母。

## 生平
李氏凶悍嫉妒残酷，宫中女婢稍稍不如他意，必遭到鞭杖拷打，有的被打死。皇帝每次有恩赐，诏令平均分配，李氏全部留下。宋太宗崩，国戚都赴宫中，李氏多称病不至。赵元份生日，李氏以衣服器用为他祝寿，都装饰上龙凤。为赵元份居丧，没有悲伤的神情，而有毁谤宋真宗之语。宋真宗尽知她所做所为，因为赵元份所以宽容他。这时，也不想深究她的罪状，只是削去了国封，安置在别所。赵元份三子：赵允宁、赵允怀、赵允让，赵允让是宋英宗的父亲。

## 父
- 李汉斌，官居崇仪使